# Klassik Radio
Klassik Radio ist ein privates Hörfunkprogramm für klassische Musik und Filmmusik. Das Sendezentrum war zunächst aufgeteilt auf Augsburg und Hamburg. Die Klassik Radio GmbH & Co. KG ist ein Tochterunternehmen der Klassik Radio AG mit Sitz im ehemaligen Augsburger Stadtarchiv im Zentrum der Stadt. Im September 2018 wurde bekannt, dass Klassik Radio seinen Hauptsitz komplett nach Augsburg verlegen möchte. Der Umzug fand im Oktober 2021 statt, nachdem ein denkmalgeschütztes Gebäude in der Augsburger Innenstadt am Stadtmarkt renoviert worden war.

## Programm
Klassik Radio bietet in erster Linie ein Musikprogramm. Die früher stündlichen (morgens halbstündlichen) Nachrichten sowie Neuigkeiten aus Wirtschaft, Börse, Medien und Kultur wurden im Winter 2024 durch ein Nachrichtenbriefing zur vollen Stunde zwischen 6 und 10 Uhr ersetzt.
Das Musikprogramm soll sich sowohl als Tagesbegleitprogramm als auch zum bewussten Zuhören eignen. Es setzt sich hauptsächlich aus klassischen Musikstücken, Filmmusik und den New Classics zusammen. Vollständige Werke der Klassik werden nicht gespielt, sondern vielmehr ausgewählte Sätze, die unmittelbar eingängig sind.
Am späteren Abend ab 22:00 Uhr wechselte bis etwa 2018 das Programm zur Lounge-Musik, d. h. Nu Jazz, Downbeat, Chill-out, Ambient, Weltmusik etc. Das Programm gestalten DJ Nartak, das Produzententeam Levitation, Lichtmond und Schiller.
Moderatoren des Senders sind unter anderem Thomas Ohrner, Rolando Villazón, Alexandra Berger, Sabrina Gander, Klara Jäger, Evita Helling, Solveig Jeschke, Stefan Ibelshäuser und Till Brönner.

## Positionierung
Aufgrund seiner Musikfarbe und Programm-Mixtur unterscheidet sich Klassik Radio von zahlreichen anderen Klassikwellen, deren Musikprogramme traditionell den Charakter „ernster Musik“ aufweisen. Bei Klassik Radio werden lediglich einzelne Sätze oder Satzausschnitte eines Werkes gespielt, um eine bessere Durchhörbarkeit des Programms zu erreichen. Zudem räumt der Sender der (klassischen) Filmmusik relativ viel Platz ein. Dazu kommen die sogenannten „New Classics“ – ein Genre, dessen Begriff Klassik Radio geprägt hat – darunter aktuelle Kompositionen von zeitgenössischen Komponisten. Insgesamt wendet sich Klassik Radio mit diesem Programmkonzept gezielt an eine vergleichsweise junge Hörerschaft ab 30 Jahre. Neben Fakten zu den gespielten Titeln werden zudem unterhaltsame Geschichten über Komponisten und Künstler erzählt sowie über aktuelle Themen berichtet.

## Hörer
Laut Media-Analyse (ma 2024 Radio II) hat Klassik Radio in ganz Deutschland 1,462 Mio. Hörer pro Tag (montags bis freitags). In der Durchschnittsstunde hat der Sender 208.000 Hörer (montags bis freitags), zur Reichweite im weitesten Hörerkreis (WHK) werden 5,939 Mio. Hörer gezählt.

## Konzertveranstaltungen
Seit 2006 veranstaltet Klassik Radio unter der Bezeichnung Klassik Radio live in concert Konzerttourneen und Konzertreihen, die auch für spätere CD-Produktionen aufgezeichnet werden. Der Sender ist seit 2007 mit dem Klassik Radio Pops Orchestra der einzige nicht öffentlich-rechtliche Sender, der ein eigenes Orchester gründete. Das Orchester setzt sich aus Musikern des City of Prague Philharmonic Orchestra zusammen. So wurde beispielsweise von 2006 bis 2009 in Zusammenarbeit mit den Hamburger Symphonikern eine Filmmusik-Konzertreihe veranstaltet sowie 2007 eine Konzerttournee mit dem Pianisten Ludovico Einaudi.

## Sendegebiet
Klassik Radio ist seit dem Start des neuen Digitalradio-Standards im August 2011 in ganz Deutschland über DAB+ empfangbar und wird außerdem bundesweit via Kabel verbreitet.
Klassik Radio sendete bis 2015 in Deutschland und in Österreich auf UKW-Frequenzen. Empfangen werden konnte Klassik Radio damit in den Ballungszentren, in Regionen von Bayern, Baden-Württemberg, Brandenburg, Niedersachsen, Tirol und Salzburg. In Berlin, Hamburg und Schleswig-Holstein war Klassik Radio dagegen landesweit per UKW zu empfangen. Am 1. September 2015 schaltete Klassik Radio sämtliche UKW-Frequenzen in Brandenburg, Thüringen, Mecklenburg-Vorpommern und Hessen außerhalb der Ballungszentren in einem Schritt ab. Dies kann als Beginn der Hörfunk-Digitalisierung gesehen werden, denn Klassik Radio begründete dies mit der Neuausrichtung zu einem Digitalunternehmen und offerierte online die Klassik-Radio-App mit 34 werbefinanzierten Sendern.
Ansonsten ist der Sender europaweit über die Satelliten Astra 1H (digital) und weltweit im Internet zu finden. 
Seit Mai 2019 ist Klassik Radio ebenfalls über DAB+ in Österreich empfangbar, seit Mai 2021 ebenso in der deutschsprachigen Schweiz. Von Oktober 2008 bis Ende August 2015 war Klassik Radio über UKW auch in Österreich im Großraum Innsbruck und seit November 2013 auch in Salzburg zu empfangen. Der Empfang von Klassik Radio über das österreichische und schweizerische Kabelnetz hingegen hängt vom jeweiligen Kabelanbieter ab und ist von Region zu Region unterschiedlich. 

### Webradio
Das Liveprogramm des Senders kann auch über das Internet via Livestream empfangen werden. Dieses steht kostenfrei mit Werbung oder über das Klassik Radio Select Premium Abonnement ohne Werbung zur Verfügung. Ebenso ist die Wiedergabe beispielsweise über TuneIn und Radio.de möglich. Zur mobilen Wiedergabe wird die kostenlose Klassik Radio Select App für Smartphones und Tablets angeboten.
Über den Musikdienst Klassik Radio Select werden insgesamt über 180 Sender und Themenwelten angeboten, die in HD (320 kbit/s) Qualität hörbar sind. Dieses kann im Monatsabo oder im Jahresabo bezogen werden.

## Ableger
- Beats Radio
- Movie Radio ging am 1. Februar 2021 auf Sendung im DAB+-Mux der Antenne Deutschland und wurde dort am 15. Juli 2021 durch Beats Radio abgelöst.